# Julia Roddar
Julia Elisabeth Roddar (Falun, 16 de fevereiro de 1992) é uma futebolista sueca que atua como meio-campista. Atualmente joga pelo Washington Spirit.

## Carreira
Roddar ingressou no Kopparbergs/Göteborg Fotboll Club em 2017, fazendo 70 jogos pelo clube ao longo de três temporadas. Em janeiro de 2021, ela assinou um contrato de dois anos com o Washington Spirit competindo na NWSL.

## Títulos
Suécia
- Jogos Olímpicos: 2020 (medalha de prata)